# Przhevalskiana silenus
Przhevalskiana silenus – gatunek owada z rodziny gzowatych (Oestridae). Jego larwy są pasożytami koni, owiec i kóz.

## Systematyka
Gatunek ten opisał Friedrich Moritz Brauer w 1858 roku, nadając mu nazwę Hypoderma silenus. Obecnie gatunek zaliczany jest do rodzaju Przhevalskiana. Badania molekularne, których wyniki opublikowano w 2004 roku, wykazały, że Hypoderma aegagri i Hypoderma crossi uznawane dotąd za osobne gatunki, są morfotypami P. silenus i zostały z nim zsynonimizowane.

## Zasięg występowania
Gatunek ten występuje w południowej Europie, północnej i wschodniej Afryce, na Bliskim Wschodzie oraz w Indiach i Azji Środkowej.